# Axel Coon
Axel Broszeit (legismertebb művésznevén Axel Coon) német DJ, producer. 1998 és 2002 közt a Scooter tagja, azóta főként mint reklámdal- és aláfestő zene-író ismert.

## Élete
1975. március 23-án született az NSZK-beli Freiburgban. Eredeti végzettségét tekintve ipari-elektronikai műszerész. Bátyja hatására kezdett el a zenéléssel foglalkozni, eleinte hiphop számokat próbált meg otthon házilag mixelni, majd később összeállt testvérével, és technozenét játszottak. Resident DJs néven Németország összes jelentősebb klubját bejárták. Első számát, a "Take Two"-t 1997-ben adta ki, még Lacoon néven, amelyre Jens Thele, a Scooter menedzsere és a Kontor Records tulajdonosa is felfigyelt. A számot kiadták a Trance Nation válogatáslemez-sorozat 11. részén, Rick J. Jordan pedig meghívta őt a Scooter mellé szakmai gyakorlatra stúdióasszisztensként. 1997 szilveszterén aztán adódott a nagy lehetőség: a Scooter brémai fellépésén helyettesítette a koncertet vállalni nem tudó Ricket. Négy hónappal később pedig, Ferris kiválásával beválasztották állandó harmadik tagnak. Az együttessel négy évet töltött együtt, és négy stúdióalbum készítésében közreműködött.
2002-ben aztán mégis úgy döntött, hogy inkább saját szólókarrierjét építi, hogy megvalósíthassa a saját elképzeléseit, és otthagyta a Scootert. Először Ferrisszel kezdett egy közös projektbe (ez lett a Fragrance), majd elkezdett saját számokat kiadni. Jelenleg is aktív DJ, korábban több saját dalt is kiadott, melyek azonban főként a 2010-es évek közepétől egyre ritkábban jönnek. Jelenleg túlnyomórészt reklámszignálokat és videókhoz készült aláfestő zenéket szerez, hol egyedül, hol Ralf Goebellel közösen.

## Magánélete
Bátyja, Martin Broszeit, DJ Phoenix néven jelenleg szintén DJ-ként dolgozik. Axel Coon sokáig élettársi kapcsolatban él Nicole Heykával (aki Kelly Trump néven pornószínésznőként is dolgozott), akit a Ramp! (The Logical Song) videóklipjének forgatásán ismert meg. A pár 2019-ben házasodott össze. A "POP Giganten: Scooter" című TV-műsor alapján (melyet a német RTL2 vetített 2024. március 16-án) Axel Coon kilépése a Scooterből közvetetten erre vezethető vissza: a Scooterre rossz fényt vetett volna, ha az egyik tagjuknak ilyen kapcsolata van, ezért kérték, hogy nyilvánosan ne vállalja fel azt, azonban ő inkább a szerelmet választotta, és az együttes érdekeire is tekintettel kilépett

## Remixek
- Scooter - Vallée De Larmes (1998)
- Blend - Rise Of Tonight (Lacoon néven, 1999)
- Ancients Of Mumu - Living (2002)
- Lovestern Galaktika - My First Love (2003)
- Hard Body Babes - Goin' Crazy (2003)
- Klubbingman - No Limit On The Beach (2003)
- Q-Bass & MP Project - Podnieście W Górę Łapy (2003)
- Rocco - Generation Of Love (2003)
- Palmberg - The Hustle (2003)
- Van Nuys - Wonderful World (2003)
- 666 - Dance Now (2004)
- Pulsedriver - Slammin' (2004)
- Klubbingman - Ride On A White Train (2006)
- Alex M - Stand Up (2006)
- Nomansland - Soul Out There (2006)
- DJane Coco Fay - This Is My Sound (2007)
- Ultra - Free (2007)
- Mario Lopez - The Final (2007)
- Pinball - China In Your Hand (2007)
- Klubbingman - Never Stop This Feeling (2007)
- Náksi vs. Brunner - Somewhere Over The Rainbow (2007)
- Der Hollander - Das Rote Pferd (2008)
- DJ Shog - Feel Me (2008)
- Pakka - I Miss You (2008)
- Bassrockerz - Surrender (2008)
- Franky Tunes - Talk About Your Life (2008)
- 3 Global Players - Daydream (2008)
- Silverstation - Sunshine After The Rain (2009)
- Klubbingman - Another Day Another Night (2009)
- Náksi vs. Brunner - It's My House (2009)
- Wipe Out Kings - Downtown (2010)
- DJ Sequenza - Rhythm Of Love (2010)
- Michael Thomas - Back To Life (2010)
- Ryan Riva - This Could Be Love (2010)
- Sequenza & Wag - This Feels Like Love (2011)
- DJ Sequenza - Follow Me Tonight  (2011)
- Busted - La Cobra Negra (2011)
- DJ Sequenza - C U 2nite (2011)
- Thomas Petersen pres. Zylone - Fallen Angel (2012)
- Vaganzza - Loneliness Is a Killer (2013)
- Section 1 - Hard Stuff (2013)
- Wow-Fi & Citylights - We Gonna Rock It! (2014)
- Thomas Petersen - The Mission (2014)

## Kislemezek
- Lacoon - Take Two (1997)
- Lacoon - Back In Time (1997)
- Lacoon - 3rd Bass (1997)
- Lacoon - Static (1998)
- Close To You (2003)
- Lamenting City (2004)
- Third Base (2006)
- Mayday (2007)
- Promise Me (2008)
- I Wish (2008)
- Plaxx - Dance With Me (2009)
- Plaxx - Slave To The Music (2009)
- Plaxx - Get On The Floor (2010)
- Plaxx - Back To Unity (2012)
- Plaxx - Celebrate The Night (2012)
- Komo - Keep On Moving (2013)
- Sequenza & Axel Coon - Drop The Bass (2014)
- Davenstedt & Axel Coon - Evolve (2015)
- Davenstedt & Axel Coon - We Are Young (2016)

## Projektek
Axel néhány projektben is tevékenykedett. Bass-T-vel, Ole Van Danskkal, Pulsedriverrel és Roccóval ők voltak a Hard Body Babes 2003-ban, a "Goin' Crazy" kislemez erejéig. Ezzel kapcsolatos érdekesség, hogy ugyanezt a számot megcsinálta a Scooter is 2007-ben "The United Vibe" címmel (majd 2017-ben mint Bora! Bora! Bora!) . Staccato és Blue Nature segítségével pedig 2005-2006 közt a Rumble! nevű formációt alkották.
2009-től kezdve Kai Penschow-val, Linus Sandberggel és Ralf Goebel-lel (alkalmanként változóan) közösen szoktak ambient jellegű, aláfestő zenéket készíteni, melyeket reklámokhoz illetve különböző videók alá készítenek.